# دانبوریت
دانبوریت  (به انگلیسی: Danburite) با فرمول شیمیایی Ca [B2Si2O8] از مجموعه کانی هاست و لومینسانس سیاه کامل تا سیاه تیره دارد. در منطقه دنبوری آمریکا کشف شده‌است. محلول در اسیدها - رنگ شعله را قرمز می‌کند. CaO:۲۲٫۸٪ B2O۳:۲۸٫۴٪ SiO۲:۴۸٫۸٪ برای اولین بار در مکزیک کشف شد و از نظر شکل بلور: منشوری، رنگ: بی رنگ - سیاه - جواهری - قهوه‌ای - خاکستری، شفافیت: شفاف - نیمه کدر، شکستگی: صدفی - نامنظم، جلا: شیشه‌ای - چرب، رخ: ناقص- مطابق با سطح، سیستم تبلور: رمبوئدریک و در رده‌بندی سیلیکات است همچنین خاصیت مغناطیسی ندارد و منشأ تشکیل آن هیدروترمال - رگه‌های تیپ آلپی - پگماتیتی - آبرفتی است.
همایند کانی‌شناسی (پارانژ) آن سختی - چگالی - واکنش هایشیمیایی - اشعه Xداتولیت - توپاز- آلبیت- بریل- فناکیت است
، از نظر ژیزمان بلوری - آگرگات متراکم - شعاعی - رشته‌ای کمیاب است و بیشتر در آلمان غربی وشرقی، اطریش، روسیه، برزیل، زئیر، تانزانیا، هند، زیمبابوه یافت می‌شود.